# Hartmann von Hagen
Friedrich Wilhelm Heinrich Hartmann von dem Hagen (* 25. Juli 1835 in Limmritz, Kreis Sternberg; † 26. März 1899 in Berlin-Lichterfelde) war ein preußischer Generalleutnant und Gouverneur von Thorn.

## Leben

### Herkunft
Seine Eltern waren der Oberforstmeister Ferdinand von Hagen (1800–1874) und dessen Ehefrau Clementine, geborene von Landwüst (1806–1896). Sein Bruder Friedrich (1846–1926) wurde ebenfalls preußischer Generalleutnant. Die Familienmitglieder führten zumeist den Familiennamen von dem Hagen und gehören somit zum Uradel des Eichsfeld.

### Militärkarriere
Hagen besuchte die Landesschule Pforta und das Gymnasium Stralsund. Anschließend trat er am 1. Oktober 1854 als Dreijährig-Freiwilliger in das 10. Infanterie-Regiment der Preußischen Armee ein und wurde Mitte August 1856 in das 2. Infanterie- (Königs-) Regiment versetzt. Bis Mitte Juni 1857 avancierte Hagen zum Sekondeleutnant und war im Juni/Juli 1860 zur Gewehrfabrik Spandau kommandiert. Zwischenzeitlich erfolgte seine Versetzung in das Infanterie-Regiment Nr. 42 und Ende Februar 1861 in das Grenadier-Regiment „König Friedrich Wilhelm IV.“ (1. Pommersches) Nr. 2. Vom 1. Mai bis zum 15. Juli 1862 war er in das Pommersche Pionier-Bataillon Nr. 2. kommandiert, stieg Ende Mai 1864 zum Premierleutnant auf und absolvierte ab Oktober 1864 zur weiteren Ausbildung die Kriegsakademie. Dieses Kommando wurde durch den Krieg gegen Österreich und seine Teilnahme an den Schlachten bei Gitschin und Königgrätz unterbrochen.
Nach Beendigung seiner Studien wurde Hagen am 15. September 1867 in das Anhaltische Infanterie-Regiment Nr. 93 versetzt und war vom 15. Oktober 1867 bis zum 9. Mai 1869 als Adjutant des I. Bataillons sowie als untersuchungsführender Offizier tätig. Im Anschluss wurde Kompanieführer im II. Bataillon in Bernburg (Saale) und am 21. Oktober 1869 unter Beförderung zum Hauptmann zum Kompaniechef ernannt. In dieser Eigenschaft nahm er 1870/71 während des Krieges gegen Frankreich an den Kämpfen bei Beaumont, Sedan, Pierrefitte und Épinay sowie den Belagerungen von Toul und Paris teil. Neben beiden Klassen des Eisernen Kreuzes erhielt Hagen für sein Wirken das Zeichen der Ritter des Hausordens Albrechts des Bären mit Schwertern sowie das Ritterkreuz des Albrechts-Orden mit Kriegsdekoration.
Nach dem Krieg wurde er am 18. Juli 1872 mit Patent vom 14. Januar 1867 in das Grenadier-Regiment „König Friedrich Wilhelm II.“ (1. Schlesisches) Nr. 10 versetzt. Dort wurde er am 10. Februar 1877 als Major aggregiert, am 17. April 1877 dem 3. Brandenburgischen Infanterie-Regiment Nr. 20 aggregiert und am 11. Mai 1877 einrangiert. Am 18. Januar 1878 wurde er Kommandeur des I. Bataillons in Wittenberg und am 22. März 1881 als Kommandeur des Pommerschen Jäger-Bataillon Nr. 2 nach Greifswald versetzt. Mit der Beförderung zum Oberstleutnant kam Hagen Mitte März 1884 als etatmäßiger Stabsoffizier in das 8. Pommersche Infanterie-Regiment Nr. 61. Ende August 1887 wurde er zur Vertretung des erkrankten Kommandeurs des 1. Posenschen Infanterie-Regiments Nr. 18 kommandiert und am 13. Oktober 1887 unter Stellung à la suite mit seiner Führung beauftragt. Als Oberst war er vom 15. November 1887 bis zum 28. Juli 1890 Regimentskommandeur, wurde anschließend Generalmajor und Kommandeur der 16. Infanterie-Brigade. Daran schloss sich am 18. Oktober 1891 eine Verwendung als Kommandant von Thorn an. In dieser Stellung erhielt Hagen am 17. Juni 1893 den Charakter als Generalleutnant und am 22. September 1894 den Stern zum Kronen-Orden II. Klasse. Am 1. April 1895 wurde ihm das Patent zu seinem Dienstgrad verliehen und Hagen zum Gouverneur von Thorn ernannt. Krankheitsbedingt wurde Hagen am 29. Juni 1895 mit Pension zur Disposition gestellt und am 22. März 1897 mit dem Stern zum Roten Adlerorden II. Klasse mit Eichenlaub gewürdigt.
Er starb am 26. März 1899 in Berlin-Lichterfelde und wurde am vier Tage später auf dem Berliner Invalidenfriedhof beigesetzt.

### Familie
Hagen heiratete am 17. März 1877 in Nadrensee Klara Hüsenett (1840–1932). Das Paar hatte mehrere Kinder:
- Kurt (* 1866), preußischer Hauptmann
- Luise (* 1868)
- Pauline (* 1870)
- Erich (1873–1895)